# Achrysocharoides insignitellae
Achrysocharoides insignitellae är en stekelart som först beskrevs av Erdös 1966.  Achrysocharoides insignitellae ingår i släktet Achrysocharoides, och familjen finglanssteklar. Arten är reproducerande i Sverige.